# Nether Beck
Der Nether Beck ist ein Fluss im Lake District, Cumbria, England. Der Nether Beck entsteht als Abfluss des Scoat Tarn an der Westflanke des Red Pike und fließt in südöstlicher Richtung bis zu seiner Mündung den Wast Water See.
Der Einschnitt seines Laufes trennt den Bergrücken, der von Red Pike und Yewbarrow in seinem Osten von dem Bergrücken, der von Seatallan und Middle Fell in seinem Westen gebildet wird.